# 신명 (1946년)
신명(申洺, 1946년 2월 17일 ~ )은 대한민국의 공인노무사이자 제17대 국회의원이다.
본관은 아주이며, 충청북도 영동에서 출생했다.

## 학력
- 대전여자고등학교
- 중앙대학교 사회복지학과 학사
- 5년제 방통대 행정학과 학사
- 중앙대학교 대학원 사회복지학과 사회과학 석사
- 중앙대학교 대학원 법학석사
- 중앙대학교 대학원 법학박사 과정 수료

## 경력
- 공인노무사
- 노동부 서울중부근로감독과장(여성최초), 서울관악지청장(여성최초), 실업급여과장,고용평등(근로여성정책국장)국장등
- 중앙노동위원회 공익위원
- 한국노동교육원 사무총장(상근이사)
- 한국양성평등교육진흥원 이사장
- 새정치국민회의 당무위원 겸 여성행정위원(1996년 3월 ~ 1996년 6월)
- 새천년민주당 당무위원 겸 여성청년행정위원(2000년 12월 ~ 2001년 11월)
- 인하대학교 겸임교수
- 중앙대학교 겸임교수
- 한국방송통신대학교 겸임교수
- 수원대학교 겸임교수
- 한국장애인고용촉진공단 감사
- 열린우리당 당무위원 겸 촉탁위원
- 열린우리당 「우리여성리더쉽센터」 소장
- 제17대 국회의원 (열린우리당 비례대표)
- 국회 행정자치위원회, 환경노동위원회, 여성위원회 위원
- 통합민주당 당무위원 겸 행정위원
- 통합민주당 경기도 여성위원장
- 통합민주당 제17대 대통령선거 인천남동갑선거대책위원장
- 민주당 당무위원 겸 사회노동행정연구위원
- 민주당 당무위원 겸 상임위원
- 민주통합당 당무위원 겸 전임위원
- 일과여가문화연구원이사장
- 대한불교조계종 자성과 쇄신결사 추진본부 상임운영위원, 대한불교조계종 중앙신도회 부회장 등
- 헌정회 여성위원회 부위원장
- 더불어민주당 상임고문(2016년 1월)
- 더불어민주당 상임고문 겸 선거대책위원장(2016년 3월)
- 더불어민주당 상임고문 겸 선거대책위원장 직위 사퇴 및 더민주 탈당(2016년 6월 3일)
- 통합민주당 원내대표 겸 전임고문(2016년 6월 13일)
- 한국여성의정 공동대표

## 역대 선거 결과
| 실시년도 | 선거   | 대수 | 직책     | 선거구   | 정당       | 득표수      | 득표율          | 순위          | 당락 | 비고       |
| -------- | ------ | ---- | -------- | -------- | ---------- | ----------- | --------------- | ------------- | ---- | ---------- |
| 2004년   | 총선   | 17대 | 국회의원 | 비례대표 | 열린우리당 | 8,145,824표 | \| \| 38.26% \| | 비례대표 26번 |      | 초선, 승계 |
|          | 38.26% |      |          |          |            |             |                 |               |      |            |